# Oblati di Maria Vergine
Gli Oblati di Maria Vergine (in latino Congregatio Oblatorum Beatae Mariae Virginis) sono un istituto religioso maschile di diritto pontificio: fondato dal Venerabile Pio Bruno Lanteri, i membri di questa congregazione clericale approvata dal Papa Leone XII il 1º settembre 1826 con breve "Etsi Dei Filius", pospongono al loro nome la sigla O.M.V.
La festa titolare della congregazione è il Santissimo Nome di Maria che si celebra il 12 settembre, dalla tradizione familiare che risale al fondatore sono considerati Patroni principali San Pietro, come segno di attaccamento e di fedeltà al Romano Pontefice, e Sant'Alfonso Maria De Liguori come modello di spirito pastorale, di devozione mariana e di vita quotidiana. La congregazione nel capitolo generale del 1870 ha proclamato San Giuseppe suo patrono particolarissimo.

## Storia
Le origini della congregazione risalgono a un gruppo di sacerdoti orientati alla vita religiosa raccolti a Carignano da Giovanni Reynaudi: il teologo Luigi Guala consigliò a Reynaudi di affidare la comunità a Pio Brunone Lanteri (1759-1830), il vero fondatore dell'istituto, che il 13 novembre 1816 diede ai padri una regola approvata dalla diocesi.
A causa di alcuni contrasti con il nuovo arcivescovo di Torino, il camaldolese Colombano Chiaverotti, nel 1820 Lanteri sciolse la congregazione; grazie al sostegno di Pierre-Joseph Rey, vescovo di Pinerolo, Lanteri poté riorganizzare gli Oblati e il 1º settembre 1826 emise la sua professione di voti alla presenza di papa Leone XII, che diede la sua approvazione all'istituto.
Nel 1833 papa Gregorio XVI affidò agli Oblati la direzione del santuario della Consolata di Torino. Nel 1837 i primi Oblati partirono, sotto la direzione dei barnabiti, per le missioni in Birmania; la Santa Sede nel 1842 affidò agli Oblati il vicariato apostolico di Ava e Pegu, sempre in Birmania.

## Attività e diffusione
Gli Oblati di Maria Vergine si dedicano alla predicazione delle missioni popolari e dei ritiri spirituali, all'edizione e alla diffusione della buona stampa e alla formazione del clero.
Sono presenti in Europa (Austria, Francia, Italia), nelle Americhe (Argentina, Brasile, Canada, Stati Uniti d'America), in Nigeria e nelle Filippine; il superiore generale della congregazione, che porta il titolo di rettore maggiore, risiede a Roma.
Al 31 dicembre 2008 la congregazione contava 38 case e 180 religiosi, 134 dei quali sacerdoti.

## Cronotassi dei rettori maggiori[7]
| Rettor Maggiore                                | Durata del Mandato                        |  |
| ---------------------------------------------- | ----------------------------------------- |  |
| P. Pio Brunone Lanteri                         | Fondatore, in carica fino al 1830         |  |
| P. Giovanni Battista Reynaudi                  | Inizio Mandato: 1830 - Fine Mandato: 1836 |  |
| P. Giuseppe Antonio Avvaro                     | Inizio Mandato: 1836 - Fine Mandato: 1856 |  |
| P. Giovanni Battista Isnardi                   | Inizio Mandato: 1856 - Fine Mandato: 1862 |  |
| P. Giovanni Battista Biancotti                 | Inizio Mandato: 1862 - Fine Mandato: 1870 |  |
| P. Stefano Rossi                               | Inizio Mandato: 1870 - Fine Mandato: 1888 |  |
| P. Giuseppe Antonio Avvaro                     | Inizio Mandato: 1889 - Fine Mandato: 1907 |  |
| P. Claudio Toesca                              | Inizio Mandato: 1907 - Fine Mandato: 1919 |  |
| P. Domenico Pechenino                          | Inizio Mandato: 1919 - Fine Mandato: 1946 |  |
| P. Tommaso Piatti                              | Inizio Mandato: 1946 - Fine Mandato: 1956 |  |
| P. Alfredo Pagani                              | Inizio Mandato: 1956 - Fine Mandato: 1968 |  |
| P. Giuseppe Lamberti                           | Inizio Mandato: 1968 - Fine Mandato: 1971 |  |
| P. Otello Ponzanelli                           | Inizio Mandato: 1971 - Fine Mandato: 1984 |  |
| P. Julio Cura                                  | Inizio Mandato: 1984 - Fine Mandato: 1989 |  |
| P. Marcel Gendrot SMM (Commissario Pontificio) | Inizio Mandato: 1989 - Fine Mandato: 1991 |  |
| P. Peter P. Gojuk                              | Inizio Mandato: 1991 - Fine Mandato: 1997 |  |
| P. Patrice Véraquin                            | Inizio Mandato: 1997 - Fine Mandato: 2009 |  |
| P. Sergio Zirattu                              | Inizio Mandato: 2009 - Fine Mandato: 2015 |  |
| P. David Nicgorski                             | Inizio Mandato: 2015 - Fine Mandato: 2022 |  |
| P. Luis Costantino                             | Inizio Mandato: 2022 - In carica          |  |